# سوشی ادو

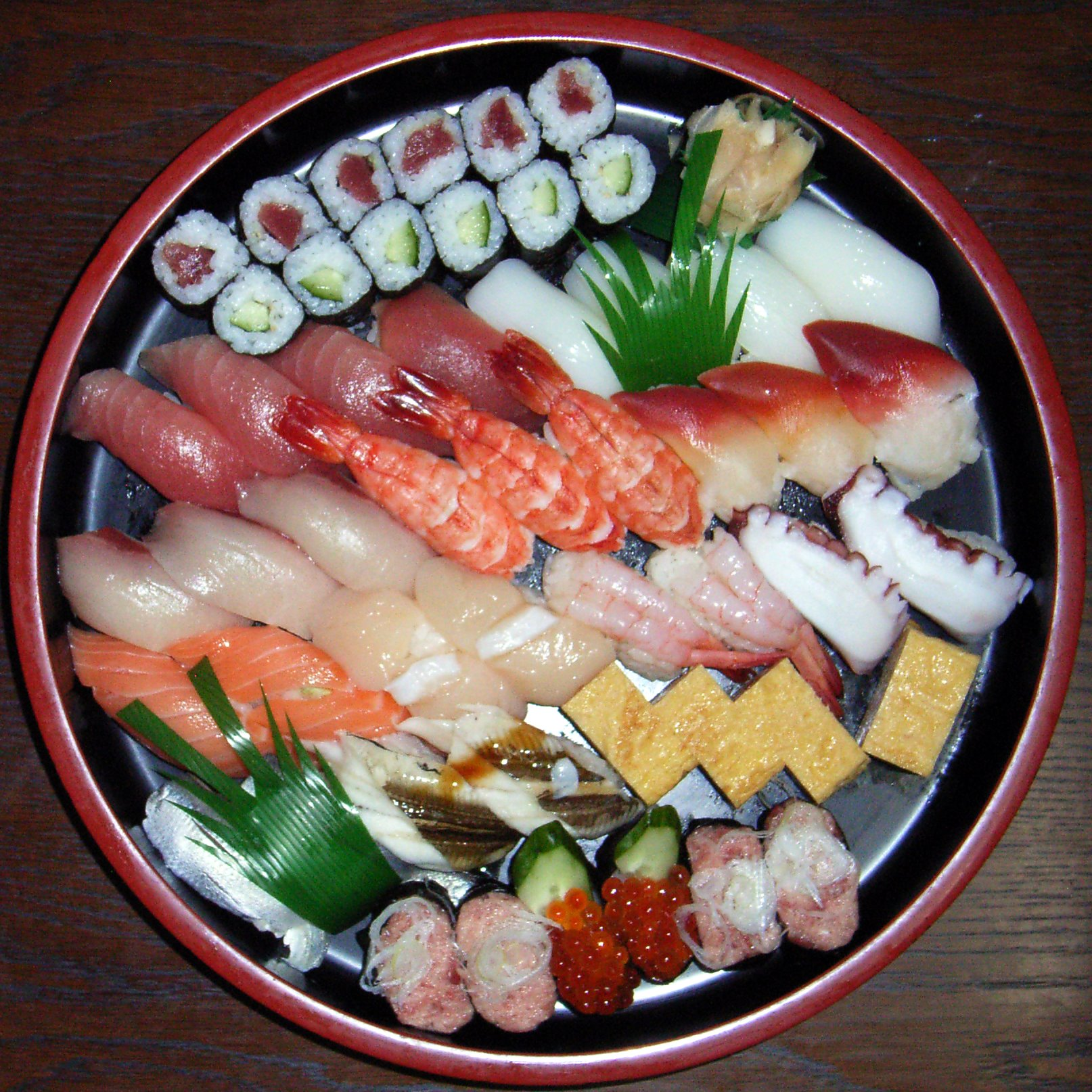
سوشی ادو

سوشی ادو (به ژاپنی: 江戸前寿司 Edomae) یا ادوزوشی یا توکیوزوشی به غذای سنتی ادو یا توکیوی سابق گفته می‌شود. یا به عبارت دیگر به نوعی سوشی گفته می‌شود که ماهی آن از خلیج توکیو تهیه شده باشد. سوشی ادو بیشتر از نوع نیگیری‌زوشی است و اندازهٔ سوشی کوچک و قابل جای گرفتن در دهان است و بر روی برنج ماهی‌های برش نازک مناسب فصل قرار می‌گیرد. در اصل در دوره ادو در یاتای یا دکه‌های سیار عرضه می‌شده و غذای لوکسی به‌شمار نمی‌رفته‌است. سوشی ادو را می‌توان یکی از اولین غذاهای فوری مخصوص کشور ژاپن به‌شمار آورد. از نظر نوشتن به هر سه طریق 江戸前鮨、江戸前鮓、江戸前寿司 نوشته شود، صحیح است.
امروزه آنچه که در جهان به نام سوشی شناخته می‌شود در اصل اشاره به همین نوع سوشی دارد. انواع آن عمدتاً نیگیری‌زوشی هستند که در منازل قابل تهیه نیستند و توسط آشپز متخصص تهیه می‌شود. به غیر از آن نوری‌ماکی، چیراشی‌زوشی و ایکااینروزوشی هستند که به ندرت تهیهٔ آنها در منازل دیده می‌شود.
هانایا یوهی (華屋与兵衛 Hanaya Yohei; ۱۷۹۹–۱۸۵۸) به عنوان مبتکر و پدیدآورنده ادومائه‌زوشی یا نیگیری‌زوشی شناخته می‌شود.